# CS-25

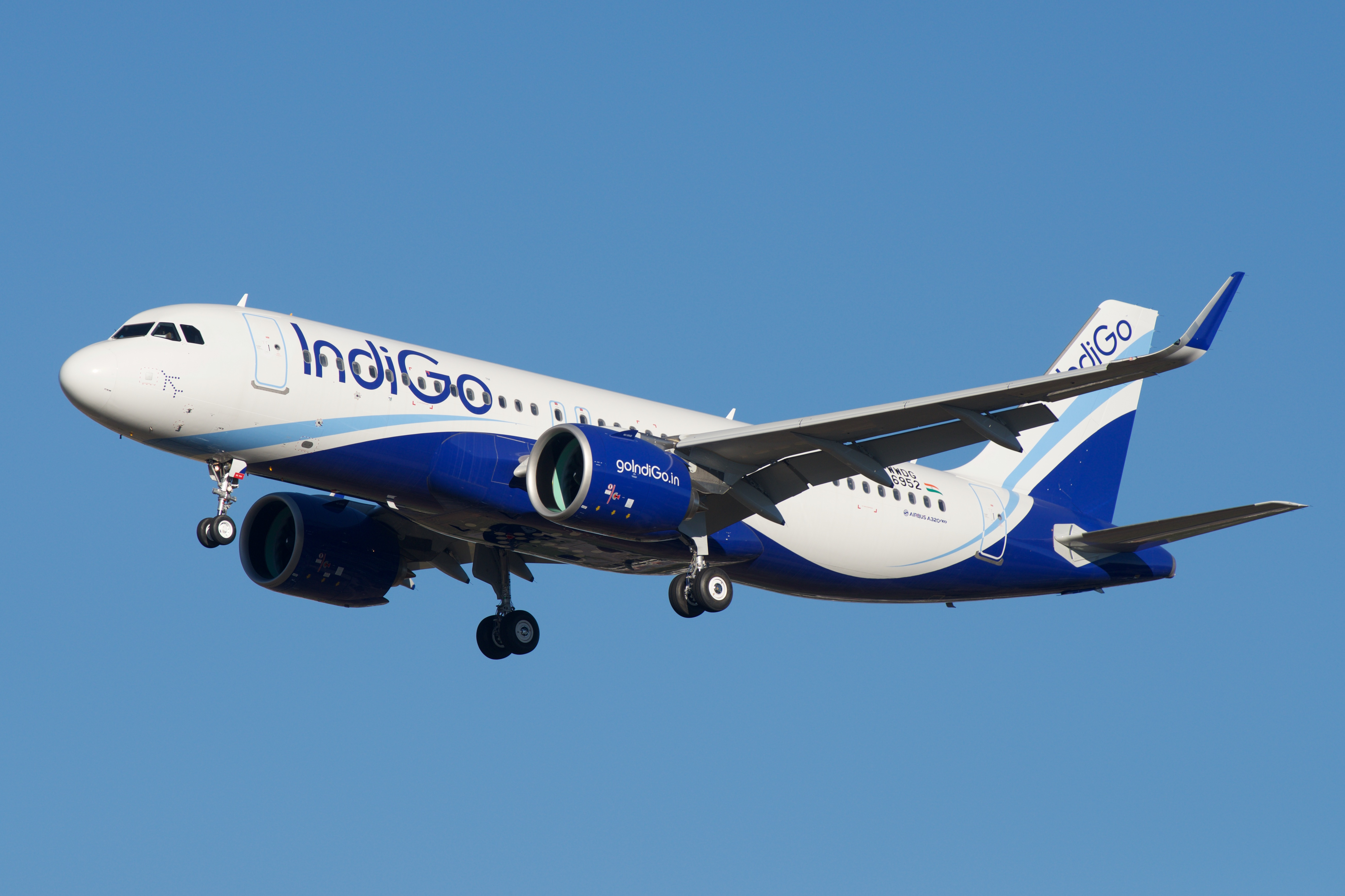
Airbus A320neo

La CS-25 (Abreviatura de Especificaciones de Certificación 25) se aplica a aviones grandes propulsados por motores con turbina.
Dentro de esta CS no se especifica ningún límite al peso de la aeronave, como sí se hace en la CS-23.